# Roc Me Out
Roc Me Out" ("Estreméceme") es una canción pop y Hip Hop de la cantante Barbadiense Rihanna. La pista fue escrita por Easter Dean y los miembros de Pendulum Rob Swire y Gareth McGrillen y producida por éstos también.
La canción ha sido elogiada por los críticos especializados y fanes, además de ser catalogada como movida y potente. También ha sido comparada con el sencillo Rude Boy del álbum Rated R.

## Información
La canción fue grabada durante el Loud Tour durante el año 2011. Fue producida y escrita por Rihanna y Chase & Status. La canción trata sobre los deseos carnales de Rihanna. El sencillo fue elegido mediante una votación por medio de Instagram donde Rihanna colocó 2 fotos, una con la portada de la canción Roc me Out y otra foto con la portada de Cockiness, los fanes votarían dándole Like a la foto que representara el sencillo que más les gustara. Roc Me Out ganó, por una corta diferencia de Cockiness.

## Recepción
Los críticos la elogiaron por su buena producción, pero muchos de ellos la criticaron por su indirectamente contenido sexual.